# Trnje
Pour le village kosovar, voir Trnje (Suva Reka).

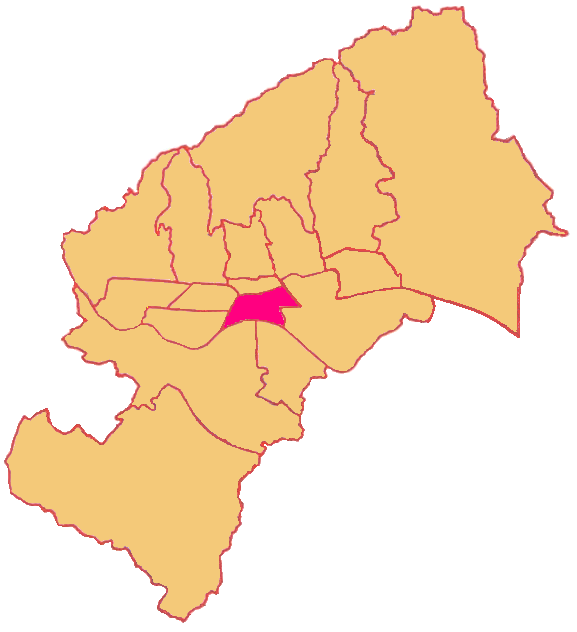
Trnje et les arrondissements de Zagreb

Trnje est un arrondissement de Zagreb en Croatie. Au recensement de 2001, Trnje comptait 45 267 habitants. L'arrondissement fait 7 km².
L'arrondissement fut créé en 1927 sous le mandat de Vjekoslav Heinzel dans le but principal d'accueillir les travailleurs industriels.

## Quartiers de l'arrondissement de Trnje

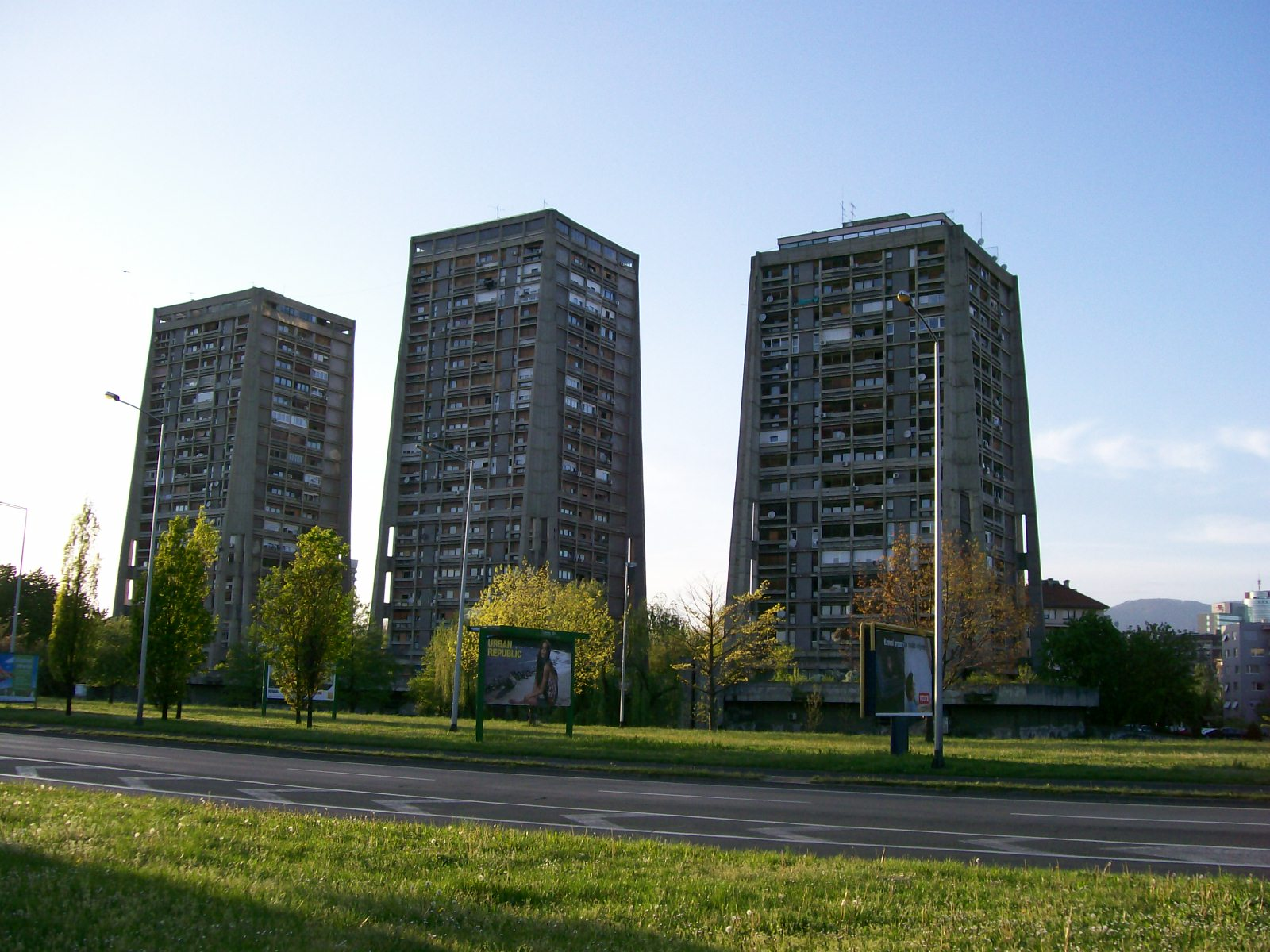
le gratte-ciel de Richter, connu sous le nom de « Rockets »

- Cvjetnica
- Cvjetno naselje
- Kanal
- Kruge
- Martinovka
- Poljane
- Staro Trnje
- Savica
- Sigečica
- Savski kuti
- Veslačko naselje
- Vrbik

## Lieux notables
- Bibliothèque nationale et universitaire
- Salle de concert Vatroslav Lisinski
- Bourse de Zagreb
- Concours Eurovision de la chanson 1990